# Ордан Петлевски
Ордан Петлевски (на македонска литературна норма: Ордан Петлевски, на хърватски: Ordan Petlevski) е виден хърватски художник, графичен артист и илюстратор.

## Биография
Петлевски е роден на 24 януари 1930 година в Прилеп, Кралство Югославия. В началото на 50-те години отива да учи в Загреб, Социалистическа република Хърватия, и остава там до края на живота си. В 1955 година завършва Академията за приложни изкуства.
Петлевски е женен за художничката Бисерка Баретич, с която има дъщеря – писателката Сибила Петлевски.

## Творчество
В ранния период на кариерата си (1954 – 1957) Петлевски рисува стилизирани човешки фигури, които по-късно замества със сюрреализъм, а след това със своя версия на неформален артистичен стил с органични и биологични артистични форми. Тонът на творбите му е мрачен.
Петлевски прави самостоятелни изложби в Загреб, Белград, Скопие, Сараево, Париж и участва в над 200 международни изложби. В 1964 година излага на Виенското биенале с Отон Глиха, Едо Муртич, Златко Прица, Фран Шимунович, Воин Бакич и Душан Джамоня. Петлевски има и две ретроспективни изложби – една в арт павильона в Загреб в 1973 година и втора в галерия „Кловичеви двори“ също в Загреб в 1999 година.

## Награди
Петлевски е носител на много награди:
- Първа награда на Първото международно младежко биенале в Париж, 1959 година;
- Швейцарска награда за рисунка, Лозана, 1961;
- Първа награда на Първото югославско триенале за изящни изкуства в Белград, 1961;
- Първа награда на Първото биенале за съвременни хърватски графични изкуства в Сплит, 1974;
- Награда „Владимир Назор“, 1978.[2]